# Débat réglé
On appelle débat réglé une réunion dans laquelle la prise de parole et l'usage des autres moyens de communication écrite ou audiovisuelle sont soumis à des règles convenues à l'avance.
Les participants se soumettent à la procédure contraignante du débat réglé pour permettre un examen contradictoire d'une question, afin d'aboutir à une délibération, ou pour permettre d'entendre tous les points de vue sur une question, sans qu'il soit nécessaire de trancher.
Le débat réglé est l'usage dans tous les congrès et parlements et dans les assemblées judiciaires. Dans tous ces cas, il se déroule selon le règlement de l'institution. Dans les débats entre candidats lors des campagnes électorales, les règles font l'objet de négociations entre leurs partis.
Depuis 2003, le débat réglé est inscrit comme méthode éducative en France, dans le domaine de l'éducation civique, dans les textes officiels.

## Théorie du débat
L'organisation d'un débat suppose la possibilité de convaincre ou de persuader ; ce sont les buts de la rhétorique.
Les débats réglés des jurys poursuivent l'objectif de conviction personnelle, et leurs règlement favorise l'évolution de l'opinion individuelle en interdisant le recours à un conseil et la publication des débats.
Les assemblées parlementaires du XIXe siècle ont poursuivi cet idéal, en inscrivant dans leur règlement l'interdiction des factions et le secret des débats, à l'image de ce qui se pratique dans l'institution judiciaire. En effet, l'existence de groupes politiques agissant de manière disciplinée vide le débat de son objectif. Tant qu'une faction mobilise une majorité de voix, le débat n'a pas d'objet. Le débat public permet les pressions sur les orateurs, et l'exploitation contre une personne d'une évolution de son opinion. L'expérience a altéré le débat réglé, et, à la fin du siècle, les débats parlementaires étaient devenus publics, les partis et groupes politiques légaux, et le débat se jouait, par l'intermédiaire de la publicité, à l'attention principale des électeurs, appelés périodiquement à renouveler les gouvernants. Dans les assemblées modernes, le débat revêt, le plus souvent, l'aspect de la disputatio de la scholastique médiévale, dans lequel les membres de la majorité défendent et illustrent tous les aspects positifs, tandis que ceux de l'opposition mobilisent tous les arguments défavorables.
Sans l'enjeu de la prise de décision, la discipline partidaire a moins lieu de faire pression sur l'expression ; et quand les participants ont une autre occupation professionnelle, ils sont intéressés à éviter de prolonger les discussions. Les règles du débat peuvent ainsi être moins contraignantes. C'est ce qu'on observe dans les réunions scientifiques ou d'affaires, et dans les discussions des jurys citoyens et conférences de consensus qui doivent éclairer les responsables quant aux opinions représentées dans la société sur le sujet en débat.

## Règlement des débats
Le plus souvent, une personne assure la présidence des débats. Sans pouvoir prendre part aux discussions, celle-ci exerce une autorité sur les participants, uniquement en ce qui concerne le respect des règles convenues.
Une seule personne parle à la fois, désignée le plus souvent en français par le terme masculin orateur, et en anglais par le terme neutre floor, qui vient de la tradition judiciaire, dans laquelle l'avocat qui a la parole s'avance sur le parquet pour s'adresser au jury.
Les règles doivent être simples pour éviter que le débat ne se transforme en discussion sur les règles. Elles varient selon les pays et selon les institutions. Elles comportent le plus souvent les rubriques suivantes :
Ordre du jourLes sujets à discuter. Il est le plus souvent interdit d'aborder une question qui n'y figurerait pas.
InterdictionsCertains sujets peuvent être interdits : par exemple, des faits prescrits ou bien en attente de jugement ; certains arguments comme les attaques ad hominem, visant la personne qui défend une thèse plutôt que ses arguments ; les insultes, grossièretés, et impropriétés de nature à perturber les participants, etc.
LangageLa langue de travail, dans laquelle il faut s'exprimer, et souvent le style d'expression, font partie des règles. Il peut être interdit de chanter ou de parler en vers ou au contraire en langage familier, comme aussi de lire un document. Quand il y a plusieurs langues de travail, la nécessité de l'interprétation peut impliquer des règles particulières.
Prise de paroleLes formalités nécessaires pour prendre la parole. Généralement, on s'inscrit sur une liste tenue par la présidence et on ne parle qu'avec sa permission. Certaines règles autorisent l'orateur du moment à accepter une brève interruption.
Temps de paroleLa durée maximale pendant laquelle une personne peut s'exprimer. La plupart du temps, ce temps est individuel ; il peut aussi être collectif et attribué à des groupes constitués, ou limité pour l'ensemble de la discussion.

### Mise en cause du règlement
Dans les assemblées ou un consensus ou une forte majorité assure l'adoption d'une décision, l'obstruction parlementaire exploite les règles qui protègent la liberté de parole pour empêtrer le débat et empêcher la décision.
De temps en temps, les assemblées délibératives sont traversées par des mises en cause du règlement, qui, selon l'opposition, ne garantit pas suffisamment la liberté de parole, et, selon la majorité, permet à l'autre partie de pratiquer un blocage stérile.

## Dans l'éducation
En France, le débat réglé fait partie des ressources de l'enseignement moral et civique. L'enseignant doit le présider de telle sorte que le débat permette l'expression des opinions, et n'apparaisse pas comme une compétition avec un gagnant et un perdant, mais où chacun apprend des interventions de l'autre. L'élaboration des règles fait partie de la méthode.

## Informatique
Lorsque les débats utilisent des microphones reliés par un système électronique, celui-ci intègre certaines des règles du débat. Le système accepte un nombre maximum de micros en fonction. Il peut gérer une file d'attente des demandes de parole, et indiquer le temps d'ouverture des micros des orateurs. On peut désigner un poste comme celui du président, avec priorité de parole et possibilité de couper le son.
Quand les débats utilisent un système de visioconférence, les machines intègrent les règles d'accès aux moyens de communication dans un protocole de contrôle.